# Brachythecium svihlae
Brachythecium svihlae är en bladmossart som beskrevs av Edwin Bunting Bartram 1951. Brachythecium svihlae ingår i släktet gräsmossor, och familjen Brachytheciaceae. Inga underarter finns listade i Catalogue of Life.